# Cédric Pillac
Cédric Pillac (19 de noviembre de 1973) es un deportista francés que compitió en esgrima, especialista en la modalidad de espada.
Ganó dos medallas en el Campeonato Europeo de Esgrima, oro en 2000 y bronce en 2001.

## Palmarés internacional
| Campeonato Europeo | Campeonato Europeo  | Campeonato Europeo | Campeonato Europeo |
| Año                | Lugar               | Medalla            | Prueba             |
| ------------------ | ------------------- | ------------------ | ------------------ |
| 2000               | Funchal (Portugal)  | Medalla de oro     | Espada por equipos |
| 2001               | Coblenza (Alemania) | Medalla de bronce  | Espada por equipos |